# Мари Маккрэй
Мари Маккрэй (англ. Marie McCray; род. 21 мая 1985, Индианаполис) — американская порноактриса.

## Биография и карьера
Изучала бухгалтерский учёт в «Purdue University Indianapolis». В 16 лет стала моделью эротического видеочата, а позднее некоторое время работала стриптизёршей.
Начала карьеру в порноиндустрии в 22 года фильмом «Angel Face». С 2007 по 2020 год снялась в 530 порнофильмах, среди которых «Revenge of the Petites». Позировала для журналов «Hustler» и «Complex».

## Награды и номинации
| Год  | Награда    | Категория                                   | Работа                         | Результат |
| ---- | ---------- | ------------------------------------------- | ------------------------------ | --------- |
| 2009 | AVN Award  | Лучшая актриса                              | Angel Face                     | Номинация |
| 2011 | AVN Award  | Самая жёсткая сцена                         | Rocco’s Bitch Party 2          | Номинация |
| 2012 | AVN Award  | Лучшая групповая сцена                      | Orgy: The XXX Championship     | Номинация |
| 2013 | XBIZ Award | Лучшая актриса — полнометражный фильм       | Revenge of the Petites         | Номинация |
| 2013 | AVN Award  | Лучшая сольная сцена                        | Revenge of the Petites         | Номинация |
| 2013 | Sex Awards | Sexiest Adult Star                          |                                | Номинация |
| 2014 | XBIZ Award | Лучшая актриса — пары                       | Truth Be Told                  | Победа    |
| 2014 | XBIZ Award | Лучшая сцена — пары                         | Truth Be Told                  | Номинация |
| 2015 | AVN Award  | Самая жёсткая сцена                         | This Ain’t Game of Thrones XXX | Номинация |
| 2015 | XBIZ Award | Лучшая сцена — пары                         | These Things We Do             | Номинация |
| 2017 | AVN Award  | Лучшая сцена секса в виртуальной реальности | 3 Horny Girls                  | Номинация |